# Tatsuhiro Yonemitsu
Tatsuhiro Yonemitsu (n. 5 august 1986, Yamanashi, Prefectura Yamanashi, Japonia) este un luptător ce a reprezentat Japonia, medaliat olimpic. A participat la o ediție a Jocurilor Olimpice (2012) în care a câștigat o medalie de aur.